# Chañi
El Nevado del Chañi és la muntanya més alta dels Andes de Jujuy, (Argentina), i una de les més altes de la província de Jujuy. La seua altitud màxima és de 5.896 m. La muntanya forma part de la serra del mateix nom, i part de la mateixa servix de límit entre les províncies de Jujuy i Salta.

## Accessos
S'accedix por distints camins:
- Per la ruta 52 que es dirigeix a Xile, i després la Ruta Nacional 40, pel tram cap a San Antonio de los Cobres.
- Per Tumbaya, seguint el congost homònim, 43 km al nord de San Salvador de Jujuy.
- Pel poble de León, seguint la vora del riu homònim.

## Història
Els primers escaladors van ser els habitants originals de la terra, els quals hi van escalar amb un sentit religiós, com era costum de diferents civilitzacions que habitaven prop, o a la serralada dels Andes. El 1905, una expedició va trobar al cim de la muntanya el cos momificat per les condicions climàtiques d'un xiquet de 5 anys amb tot el seu aixovar, producte probablement d'un sacrifici humà.
Les primeres escalades científiques i esportives es van a realitzar a principis del segle xx per una expedició sueca dirigida per l'explorador E. Nordenskiöld.
La primera escalada dirigida per un argentí (el considerat pare de l'andinisme argentí, Federico Reichert) es va realitzar el 1904.